# Bernat Sanç
Bernat Sanç o Bernat Sanç d'Urgell (? — la Seu d'Urgell, 27 d'octubre de 1162) fou un religiós que ostentà el títol de bisbe d'Urgell, entre l'any 1142 i l'any 1163.
En el pontificat de Bernat Sanç tingueren lloc les consagracions de Sant Martí de Cardós i de l'església monàstica de Gerri i arribà a acords amb les famílies de Sants Joan i amb els Caboet.
El comte Ermengol VI traslladà la capital del comte a Balaguer i participà en la conquesta de Saragossa (1118). El comte es va oposar amb violència a l'elecció canònica del bisbe Bernat Sanç (1142). A la fi dels seus dies tingué un paper decisiu a la conquesta de Lleida (1149). Hi fou present el bisbe Bernat Sanç d'Urgell, que per aquesta circumstancia obtingué força heretats i drets a la ciutat de Lleida i els seus termes i entrà en conflicte amb els nous bisbes de Lleida i Roda.
Imitant l'exemple dels seus predecessors, Bernat Sanç es feu confirmar pel papa Adrià IV les possessions de l'Església d'Urgell, tot consignant encara els antics drets sobre Ribagorça i Gistau (1154-59). Nogensmenys reporta la butlla que obtingué el bisbe Bernat Roger del papa Alexandre III, bé que realment el que pretenia era sancionar el susdit conveni del 1140 per sempre més, a més d'incloure les esglésies d'Albelda i Calassanç (1165).
L'any 1154 s'esdevingué una forta disputa entre el prior d'Organyà i els canonges de la Seu pel castell d'Aguilar, resolta per la concòrdia del bisbe Bernat Sanç.
El mateix 1154 s'arribà a la concòrdia entre Bernat Sanç, bisbe d'Urgell, i els homes de les valls d'Andorra.